# Книжковий шифр Енея
Книжковий шифр Енея — передача інформації за допомогою малопомітних позначок в тексті книги або документу, наприклад, голкових дірок, проставлених поряд з літерами, які в сумі утворюють початковий текст секретного повідомлення.
Цей метод не є шифруванням і відноситься до стеганографії.

## Історія
Першу згадку цього способу зв'язують з ім'ям Енея Тактика, полководця IV століття до н. е. У своєму творі «Про перенесення облоги» Еней запропонував робити малопомітні дірки поруч з літерами в книзі або іншому документі. Багато пізніше, аналогічний шифр використали германські шпигуни у Першій світовій війні.